# Lijst van fluitisten
Hier volgt een lijst van bekende bespelers van de dwarsfluit door de eeuwen heen, alfabetisch geordend:

## Dwarsfluitisten

### A
- András Adorján (1944-)
- Henri Altès (1826-1895)
- Joachim Andersen (1847-1909)
- Vigo Andersen (1852-1895)
- Ian Anderson (1947-)
- Pierre-Yves Artaud (1946-)

### B
- Aldo Baerten
- Julius Baker (1915-2003)
- Bart Bakker (1959-)
- Bertus Bakker
- Georges Barrère (1876-1944)
- Jeanne Baxstresser
- William Bennett
- Benoit Tranquille Berbiguier (1782-1835)
- Léon Berendse (1960-)
- Emily Beynon (1969-)
- Anne La Berge (1955-)
- Sharon Bezaly
- Gaston Blanquart (1877-1962)
- Michel Blavet (1700-1768)
- Theobald Böhm (1794-1881)
- Giulio Briccialdi (1818-1881)
- Pierre Gabriel Buffardin (1690-1768)

### C
- Franco Cesarini (1961-)

### D
- Dirk De Caluwé (1956-)
- Leonardo De Lorenzo (1875-1962)
- Barbara Deleu (1975-)
- Robert Dick (1950-)
- Eric Dolphy (1928-1964)
- Albert Franz Doppler (1821-1883)
- Karl Doppler (1825-1900)
- Louis Dorus (1812-96)
- Mia Dreese
- Louis Drouet (1792-1873)

### E
- Klaas van der Eerden (1975-)
- Felicia van den End (1986-)

### F
- José Fajardo
- Johan Feltkamp (1896-1957)

- Louis Fleury (1878–1926)
- Frederik de Grote (1712–1786)
- Kaspar Fürstenau (1772-1819)
- Anton Bernhard Fürstenau (1792-1852)
- Moritz Fürstenau (1824-1889)

### G
- Patrick Gallois (1956-)
- James Galway (1939-)
- Giuseppe Gariboldi (1833–1905)
- Philippe Gaubert (1879-1941)
- Severino Gazzelloni (1919-1992)
- Jaap Geraedts (1924-2003)
- Joaquín Gericó Trilla (1962-)
- Geoffrey Gilbert (1914-1989)
- Jeroen Goossens (1971-)
- William Gordon (1791-1839)
- Peter-Lukas Graf (1929-)
- Andrea Griminelli

### H
- Jo Hagen
- Barry Hay (1948-)
- Wilbert Hazelzet (1948-)
- Mary Henderson
- Walter Heynen (1944-1995)
- Chris Hinze (1938-)
- Bill Holcombe (1924-)
- Jacques Hotteterre (ca. 1673 - ca. 1760)
- Juliette Hurel (1970-)

### J
- Sébastian Jacot (1987-)

### K
- Noor Kamerbeek (1957-)
- William Kincaid (1895-1967)
- Herman van Kogelenberg
- Ernesto Köhler (1849–1907)
- Emanuele Krakamp (1813–1883)
- Barthold Kuijken (1949-)
- Caspar Kummer (1795-1870)

### L
- Léopold Lafleurance (1865-1953)
- Jeannette Landré
- Maxence Larrieu (1934-)
- Gayle Lathrop (1942-)
- René Le Roy (1898-1985)

- Thijs van Leer (1948-)
- Ary van Leeuwen (1875-1953)
- Donato Lovreglio (1841-1907)
- Guy-Claude Luypaerts (1949-)

### M
- Alain Marion (1938-1998)
- Kersten McCall (1973-)
- Ned McGowan (1970-)
- Friedrich August Meinel (1827-1902)
- Susan Milan
- Gareth Morris (1920-2007)
- Marcel Moyse (1889-1984)

### N
- Camillo De Nardis (1857-1951)
- Charles Nicholson (1795-1837)
- Aurèle Nicolet (1926-)

### O
- Wil Offermans (1957-)

### P
- Johnny Pacheco
- Emmanuel Pahud (1970-)
- Eleonore Pameijer (1960-)
- Jaroslav Pelikán (1970-)
- Phoon Yew Tien (1952-)
- Wilhelm Popp (1828-1902)
- Ardal Powell (1958-)

### Q
- Abbie de Quant (1946-)
- Johann Joachim Quantz (1697-1773)

### R
- Emil Rameis (1904-1973)
- Jean-Pierre Rampal (1922-2000)
- Joseph Rampal (1903-1983)
- Francis Eugene Resta (1894-1968)
- Rien de Reede (1942-)
- Charles Roberts (1867-1957)
- Thies Roorda (1954-)
- Marten Root (1956-)
- Everard van Royen (1913-1987)
- José Rozo Contreras (1894-1976)

### S
- Itaru Sakai (1970-)
- Gunther Schuller (1925-)

- Marieke Schneeman (1957-)
- Maximilian Schwedler (1853-1940)
- Sigismund Seidl (1950-)
- Edrich Siebert (1903-1984)
- Earl Slocum (1902-)
- Charles W. Smith (1936-)
- Eddy Snijders (1923-1990)
- Ronald Snijders (1951-)
- Harrie Starreveld
- Berdien Stenberg (1957-)
- Ernst Stieberitz (1877-1945)
- Auguste Strauwen (1874-1947)
- Lamar Edwin Stringfield (1897-1959)
- Walter Stucki (1952-)

### T
- Paul Taffanel (1844-1908)
- August Johan Thissen (1930-)
- Wim Tonnaer
- Karel Torfs (1912 – 2002)
- Theo Travis (1964 –)
- Johann George Tromlitz (1725-1805)
- Jean-Louis Tulou (1786-1865)
- Shing-Kwei Tzeng (1946-)

### U
- Ernst Urbach (1872-1927)

### V
- David van Vactor (1906-1994)
- Koos Verheul (1929-2010)
- Paul Verheij (1944-)
- Peter Verhoyen
- Frans Vester (1922-1987)
- Jan Visser (1928-2020)

### W
- Jed Wentz (1960-)
- Martin Wendel (1925-)
- Meredith Willson (1902-1984)
- Milton Wittgenstein
- Trevor Wye (1935-)

### Y
- Masao Yabe (1952-)
- Tommy Yu (1981-)

### Z
- Karlheinz Zoeller (1928-2005)
- Jacques Zoon (1961-)